# Club de Futbol Obispado
O Club de Futbol Obispado é um clube de futebol da Espanha, sediado na cidade de Blanes.